# Peter Morrison
Peter Morrison (1927 - ????) är en av de genomgående karaktärerna i Simon Ravens romansvit Alms for Oblivion. Morrison är huvudperson i Sound The Retreat och en av huvudpersonerna i ett antal av de andra romanerna i sviten. 

## Fiktiv biografi
Morrison är född 1927 och var yngste sonen i en aristokratisk familj men kom att bli arvtagare i och med att hans äldste bror stupade i Andra världskriget. En minneshögtid för den döde brodern och andra som gått på hans skola hålls alldeles i början av romanen Fielding Gray. Morrison, som ofta skildras som något outgrundlig, visar inga yttre tecken på sorg. Bland hans skolkamrater återfinns Somerset Lloyd-James och Fielding Gray och sommaren 1945 förbereder sig alla tre för vidare studier efter att somliga av dem gjort värnplikt. 
Morrison skildras i den tidigare delen av romansviten som en lättsam men något moraliserande man som emellertid ofta råkar orsaka skada då han griper in av just "moraliska" skäl. Exempelvis är det Morrisson som obetänksamt förstör alla chanser för Fielding Gray att inleda en akademisk karriär genom att skvallra för dennes mor. Morrison moraliserar även något kring Fielding Grays homosexuella relation med skolkamraten Christopher Roland. Från november 1945 till juni 1946 (skildrat i Sound The Retreat tjänstgör Morrison på olika håll i Indien och är bland annat med om att slå ned en politisk rörelse ledd av dennes f d befäl Gilzai Khan, vilken tidigare hjälpt Morrison då han fick problem med en prostituerad. Morrison hyllas som en hjälte även om hans nya bekantskap, Kapten Detterling, noterar Morrison troligen är mer mångfacetterad än vad första intrycket ger vid handen. 
Väl hemma enagerar han sig i politiken för Tories räkning. Han ärver sin fars egendomar 1952 och är 1955 parlamentsledamot för den grupp som kallas "Young England", där även Detterling och Carton Weir är medlemmar. Morrison avgår i samband med Suezkrisen eftersom han inte vill ta ställning mot armén, men officiellt på grund av en skandal. 1959 försöker Morrison sig på en comeback men den lycklige familjemannen med det goda ryktet förlorar den interna kampen mot den fysiskt oattraktive och skurkaktige Lloyd-James. En av Morrisons partikolleger förklarar att Lloyd-James är en man som "får saker gjorda" medan Morrison pratar om sin ära. 
Han lever ett stilla liv under 60-talet även om familjen drabbas av en tragedi då äldste sonen Nickie blir hjärnskadad p.g.a. hjärnhinneinflammation. 1968 är Morrison åter parlamentsledamot men det antyds att karriären går på tomgång. Han får dock sin chans via två dödsfall: 1972 blir han undersekreterare åt handelsministern Lord Canteloupe sedan hans gamle nemesis, Somerset Lloyd-James, tagit sitt liv. Året därpå blir han själv handelsminister sedan lord Canteloupe avlidit. En mer härdad Morrison planerar sin politik (under en begravning) precis då romansviten slutar. 